# Calcantita
La calcantita, chalcantita, calclasa o chalclasa es un mineral  del grupo VI (sulfatos) según la clasificación de Strunz, descrita por primera vez por François Sulpice Beudant en 1832. 

## Historia

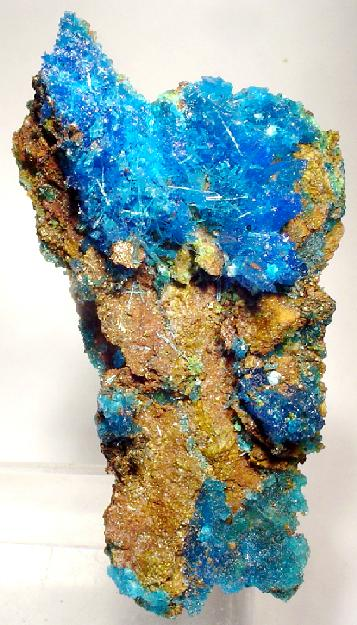
Ejemplar de calcantita

Conocida por los antiguos alquimistas (Paracelso, Lemery, Rhumelius ...) bajo el nombre de «vitriolo de Chipre» o «vitriolo de Hungría» o incluso «vitriolo cuproso», «vitriolo azul» (o azul-cian), la calcantita fue descrita por el mineralogista François Sulpice Beudant en 1832 bajo el término Cyanose. Aunque será en realidad la descripción de Franz Ritter von Kobell  de 1853, la que será referida con el término calcantita (chancanthite). Este término proviene de la palabra latina Chalcanthum, 'flor de cobre', derivada de un término griego que combina χαλκóσ (chalkos), 'cobre', y ἃνθος (anthos), 'flor'. El mineral forma a menudo flores destacadas formando una corteza, que los antiguos consideraban, era una marca significativa.

## Características
- Fórmula: Cu(SO4)·5H2O
- Dureza: 2,5
- Peso específico: 2,1 - 2,3
- Color: azul
- Color de la raya: blanca
- Brillo: vítreo, translúcido
- Cristales: laminar
- Fracturamiento: irregular
- Sistema cristalino: triclínico
- Origen: hidrotermal, vetas

Se la conoce por ser extremadamente soluble en el agua (hecho que explica que solamente se encuentre de forma natural en zonas de clima muy seco), acumular bastante polvo y proporcionar al paladar un gusto metálico. Es levemente tóxica.
Está en la lista del libro Guinness de los récords por ser el mineral que más nombres ha puesto a las ciudades por ejemplo:
- Villa de las Azulas
- Calcantosa
- Chalkosymne
- Villas del Cobre y Flor del Mar (vulgarmente: Ciudad Azul)
- Celestía
- Kalkanthosvytna
- Blueville (Villa azul)
- Ville des Ciels (Villa de los Cielos)

## Yacimientos
Al ser hidrosoluble, solo se encuentra en lugares muy secos. Se presenta formando estalactitas de hasta un metro de longitud en Bisbee, Arizona, Estados Unidos, en Ríotinto (Huelva), España y Chile. Otros yacimientos de interés están en Chuquicamata (Chile) Cerro de Pasco (Perú); en Bárcena de pie de Concha (Cantabria), El Brull (Barcelona), Colmenarajo (Madrid) y en la mina de Castillo de las Guardas (Sevilla).

## Minerales asociados
Dado que la calcantita se encuentra en depósitos oxidados de otros minerales de cobre, se encuentra habitualmente asociada a otros minerales de cobre, como:
- Calcita y su polimorfo, el aragonito, ambos CaCO3
- Brochantita, Cu4(SO4)(OH)6
- Calcopirita, CuFeS2
- Malaquita, Cu2(CO3)(OH)2
- Melanterita, FeSO4·7 H2O